# サンドイッチ装甲車

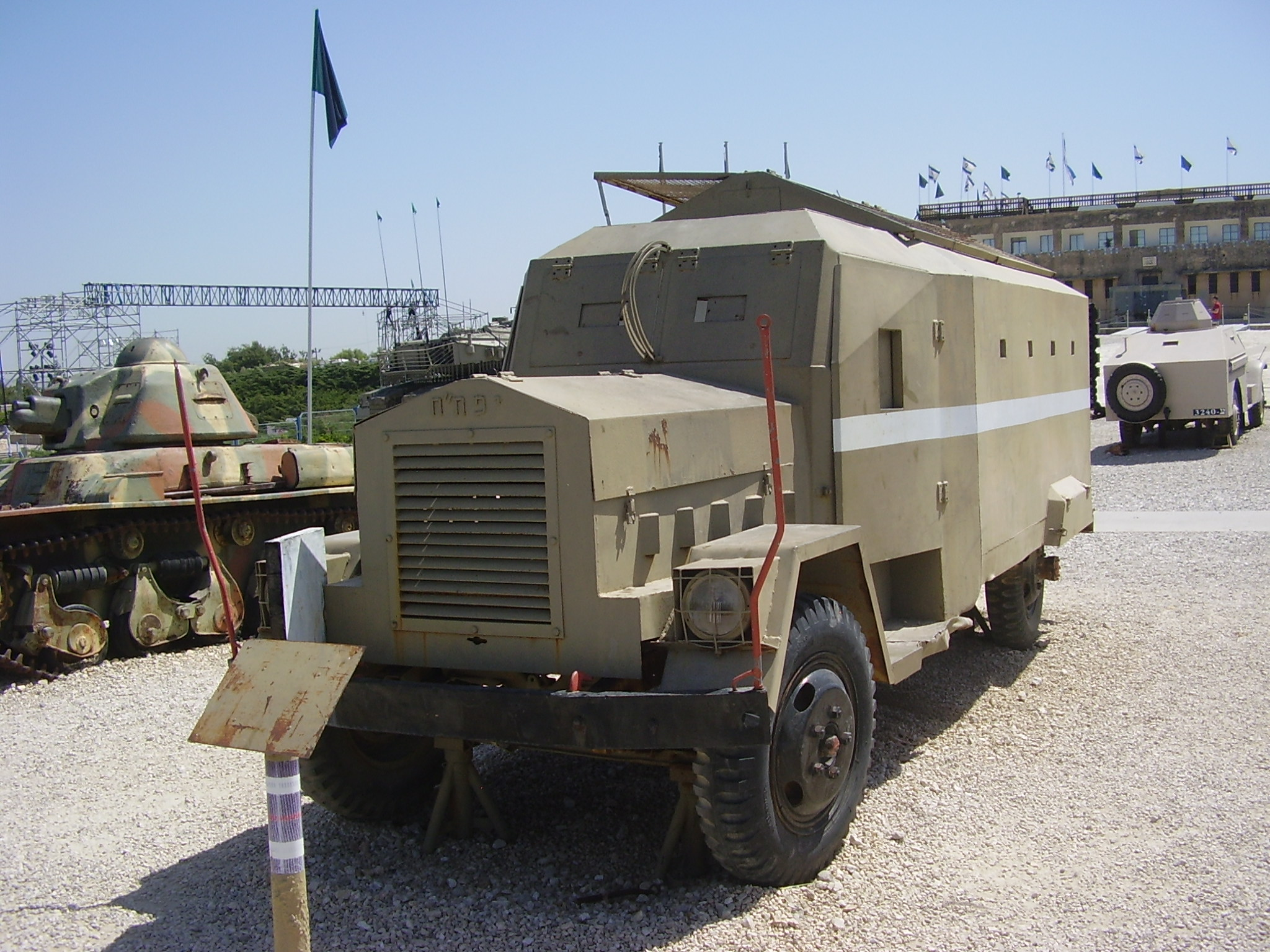
ラトルン戦車博物館に展示される、
サンドイッチ装甲車の一種

サンドイッチ装甲車（サンドイッチそうこうしゃ、英語: Sandwich Armored Car）は、イスラエル国防軍が、イスラエル独立戦争（第一次中東戦争）で使用した、トラックなどを改造して製作した即製戦闘車両の総称である。サンドイッチ装甲トラック（Sandwich Armored Truck）などと呼ばれる事もある。また、単に、即製装甲車（Improvised Armoured Car）と呼称される事もある。

## 概要

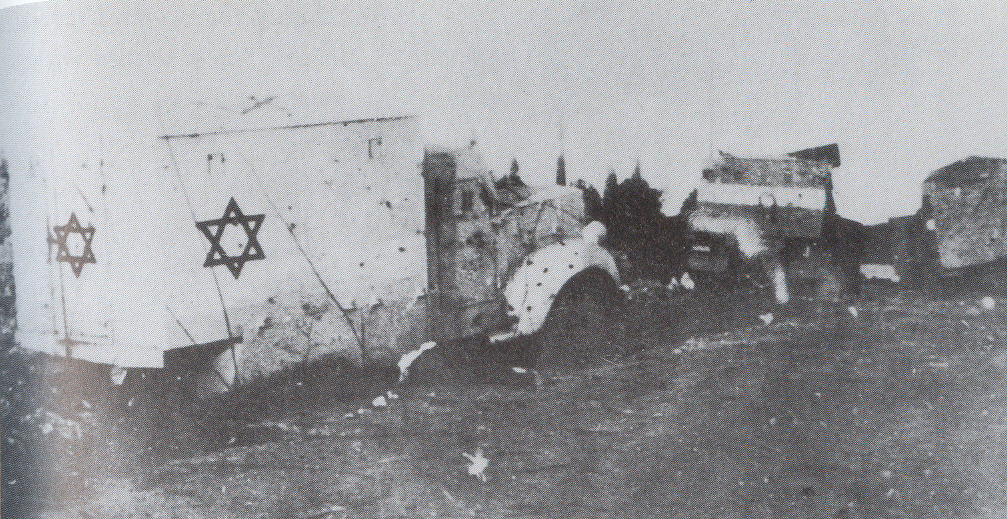
アラブ人勢力の襲撃で破壊された、ユダヤ人勢力の車両（ハダサー医療従事者虐殺事件）

1948年、パレスチナ地域で、ユダヤ人によるイスラエル独立の気運が高まると、周辺アラブ系住民、アラブ国家との対立が激しくなり、アラブ人勢力によるユダヤ人の輸送トラック襲撃が発生するようになった。こういった紛争から輸送コンボイを防衛するため、ユダヤ人の軍事組織であるハガナーが、輸送用トラックを改造した装甲車両を製作した。
当初、第二次世界大戦時にアメリカ軍やイギリス軍で使用されていたトラックやジープ、ダッジ ウェポンキャリアのような非装甲車両（Soft-skinned vehicle, ソフトスキン車両）に、鋼鉄製の装甲板を装着する方法で製作されたが、充分な防御力を持たせようとして厚い装甲板を取り付けると、自重が増して、機動力が著しく悪化するという問題が発生した。そこで、2枚の薄い鋼板の間に、ベニヤ板のような材料を挟み、中空装甲として、軽さと防御力を両立する案が採られた。そして、2枚の鋼板で木材などをサンドイッチした装甲板を使った、というところから、サンドイッチ装甲車と呼ばれるようになった。
これらの装甲車の中には、上面から手榴弾などを投げ込まれる事を防ぎつつ、重量を増やさないために、装甲車の天板（屋根）に装甲板ではなく、開閉式の金網を装着する例も見られた。そして、金網を上に開けて、装甲車の内部から外に向かって銃撃が行える機構を持たせていた。この、金網を上に開けた状態が"蝶"のように見えることから、バタフライ装甲車（Butterfly Armored car、Butterfly Armored Truck）と呼ばれる事もある。
また、イスラエル軍は第一次中東戦争当時、M3スカウトカーやM5ハーフトラックのような装甲車も入手し、サンドイッチ装甲車と同様に、ドイツ製のMG34機関銃を装備した装甲銃塔を装着するなど独自改修を行い使用したが、これらの車両も、まとめてサンドイッチ装甲車として扱われる事もある。つまり、元々の「中空装甲を装着したトラック改造の装甲車」という意味だけでなく、「第一次中東戦争でイスラエル軍が使用した改造装甲車」全体の総称（代名詞）としての意味も持つ名称となっている。

## バリエーション
サンドイッチ装甲車は基本的に現地改修車両のため、様々なバリエーションが存在する。多くはイギリス製、アメリカ製の軍用トラックもしくは装輪装甲車からの改造である。

### CMPトラック改造車両
イギリス連邦（カナダ）製のCMPトラックに装甲板を装着した車両。天井部は金網で、"バタフライ"構造になっている。

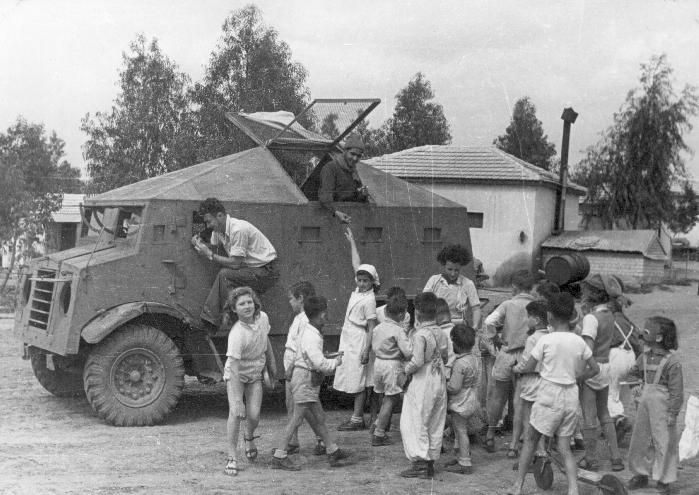
CMPトラック改造車両
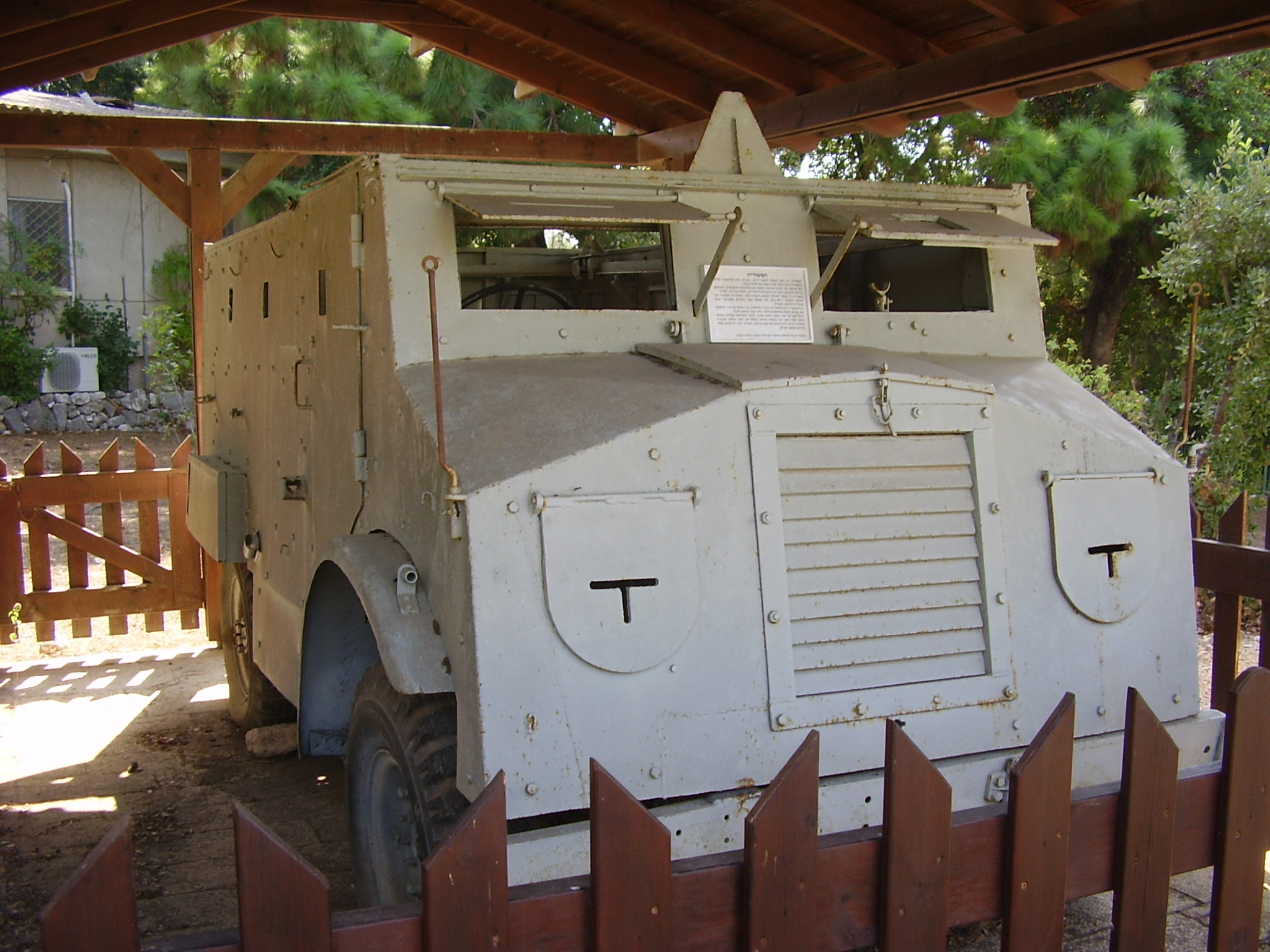
CMPトラック改造車両
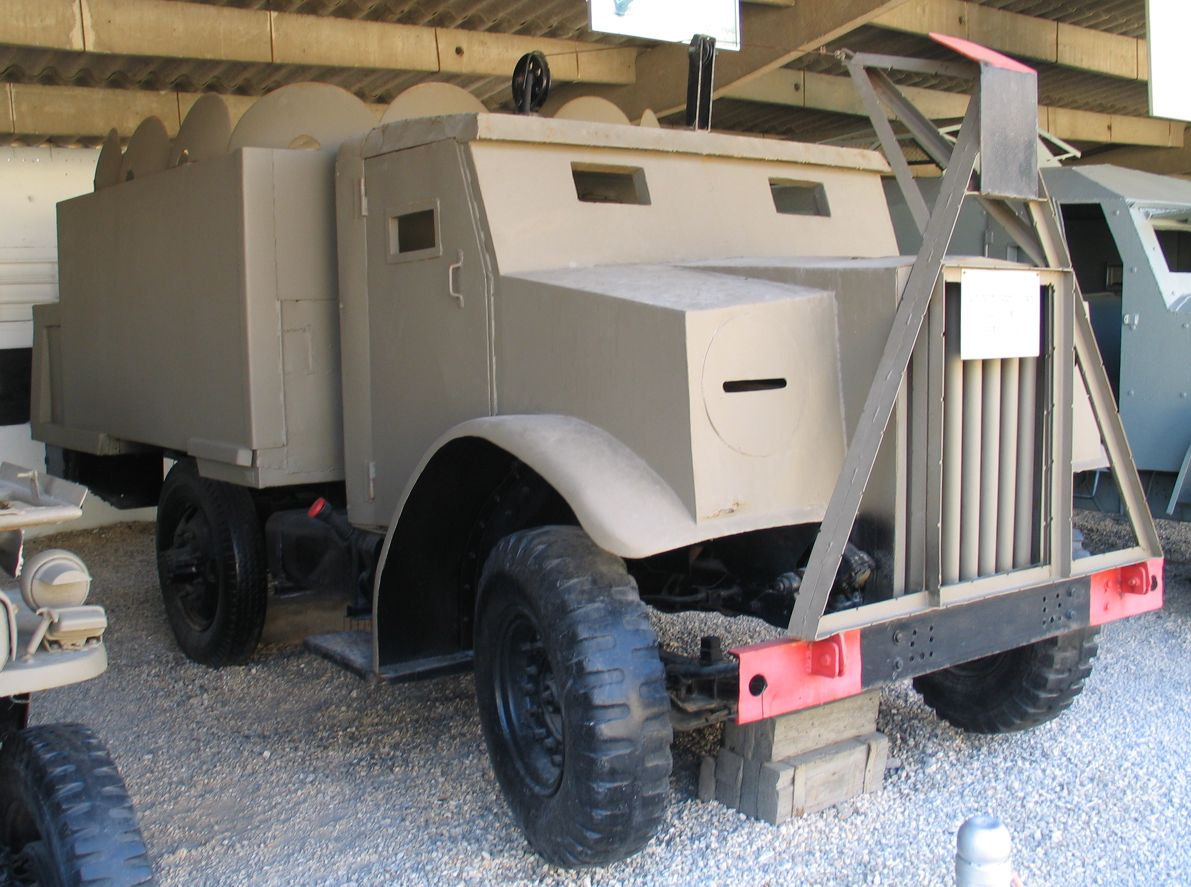
CMPトラック改造車両

### M3スカウトカー改造車両
アメリカ製のM3スカウトカーに天井装甲板を装着し、装甲銃塔を搭載、MG34機関銃で武装した車両。

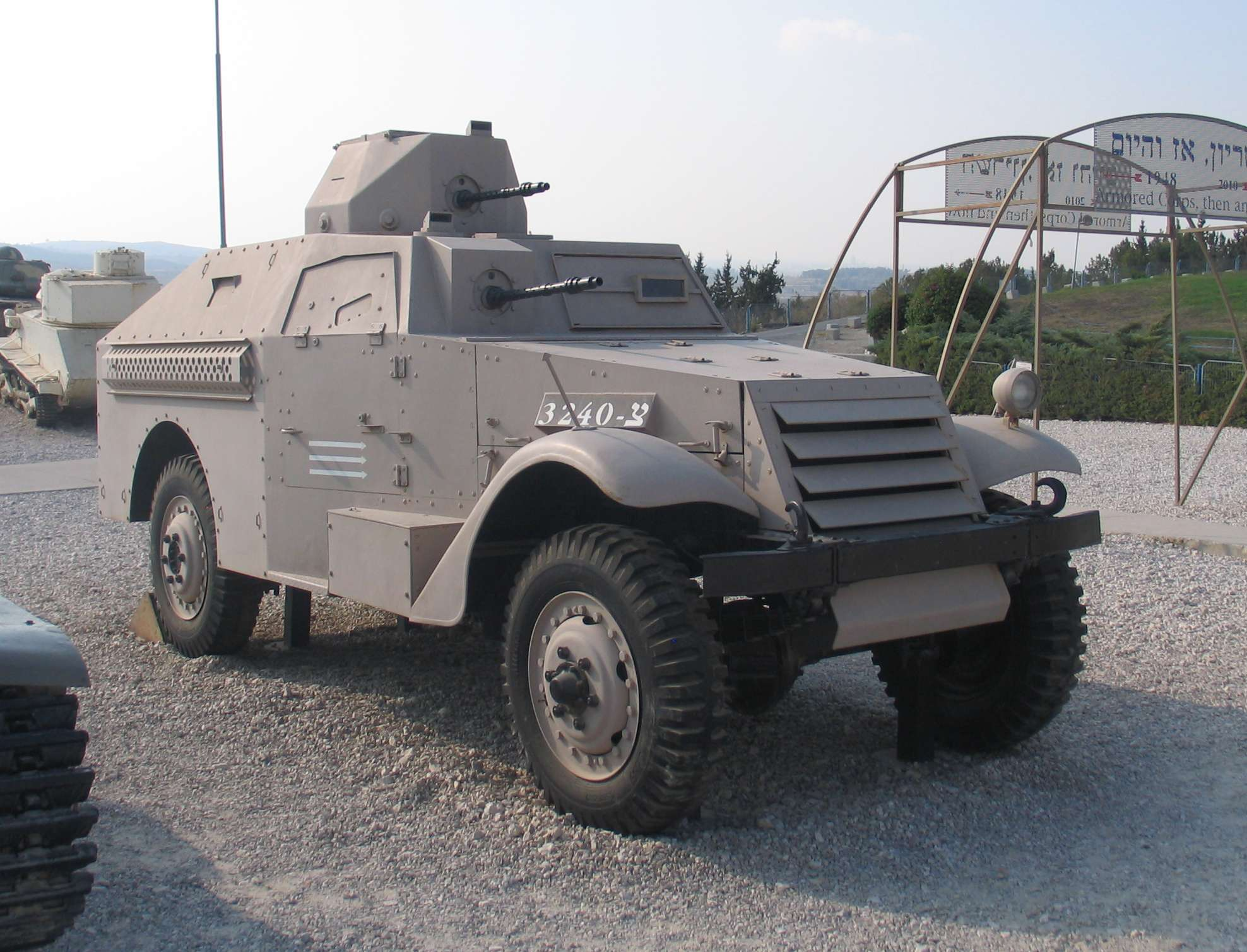
M3スカウトカー改造車両
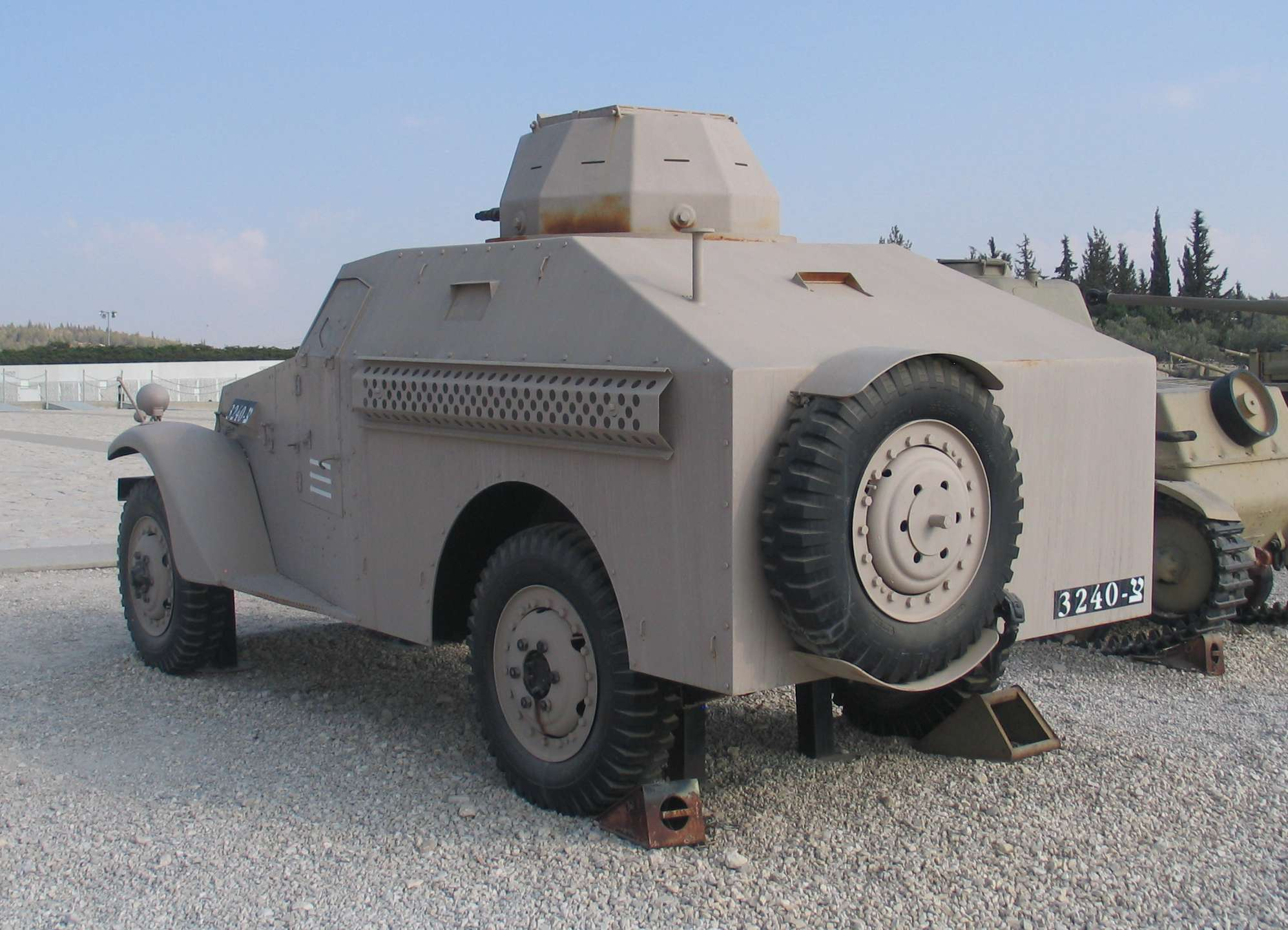
M3スカウトカー改造車両

### ダッジ ウェポンキャリア改造車両
アメリカ製のダッジ ウェポンキャリアを改造した車両。「ダッジ バンビ」（Dodge Bambi）と呼ばれる事もある。装甲銃塔を搭載し、MG34機関銃で武装している。

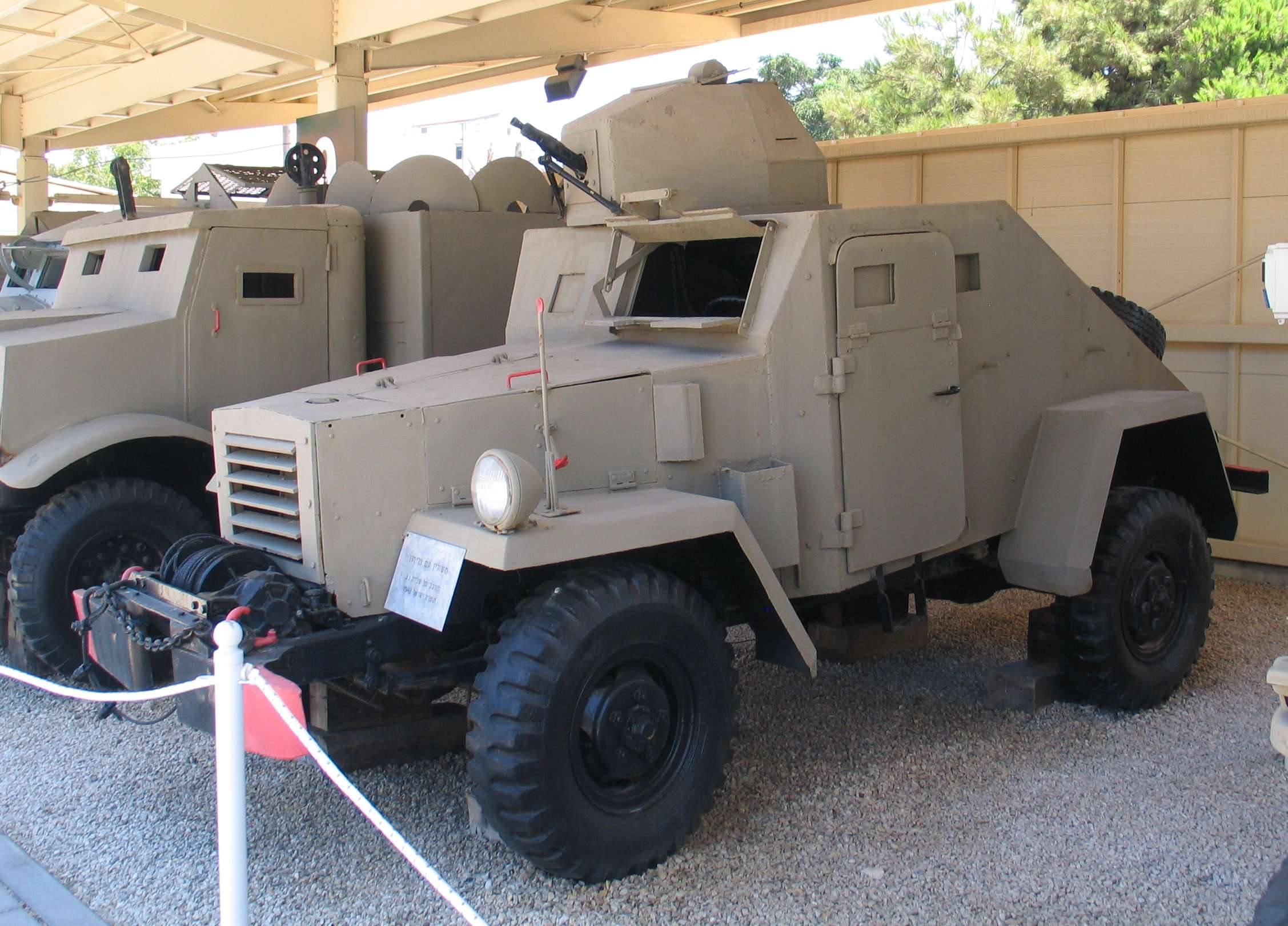
ダッジ ウェポンキャリア改造車両
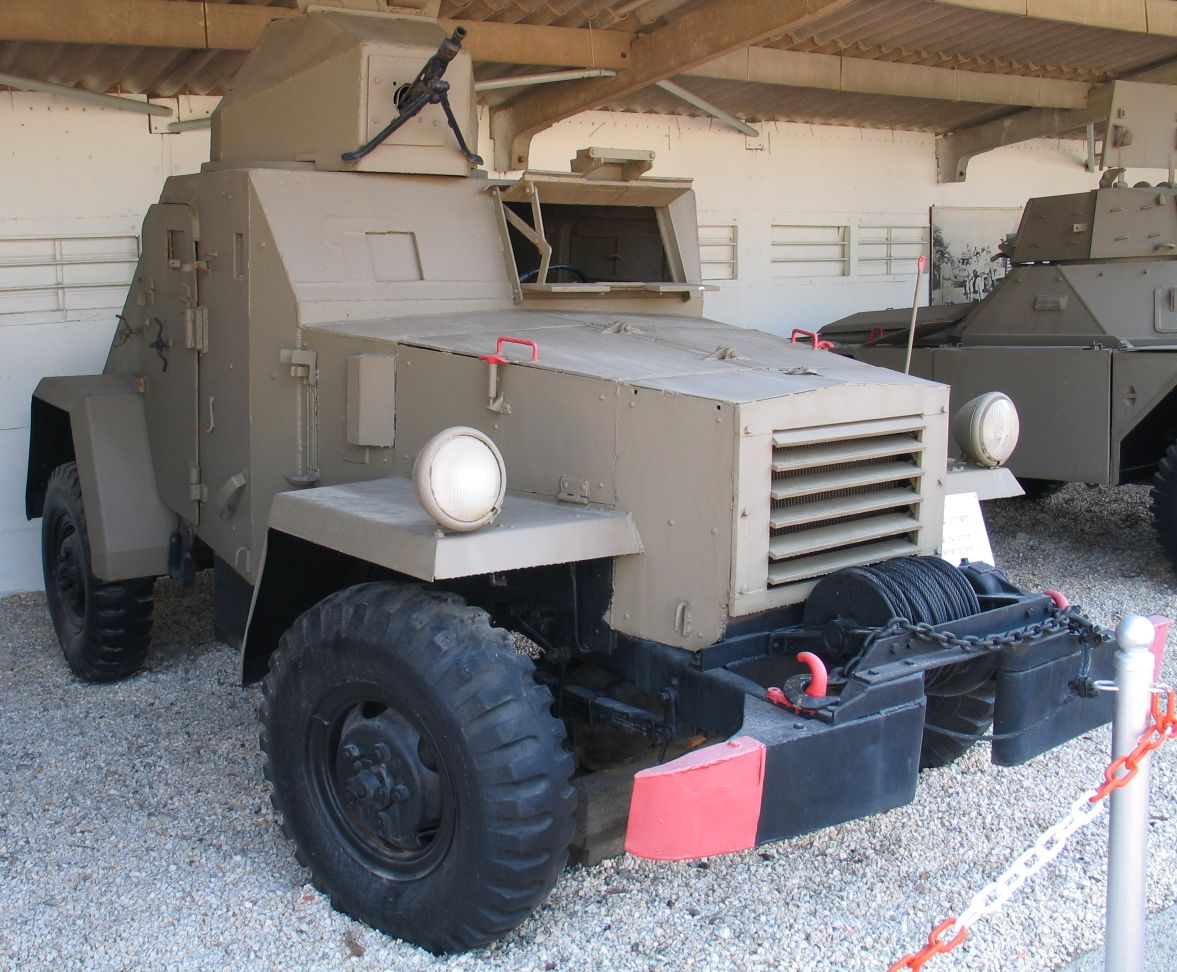
ダッジ ウェポンキャリア改造車両

### アメリカ製トラック改造車両
アメリカ製の軍用トラックを改造したと見られる車両。天井部の一部は金網で、"バタフライ"構造になっている。

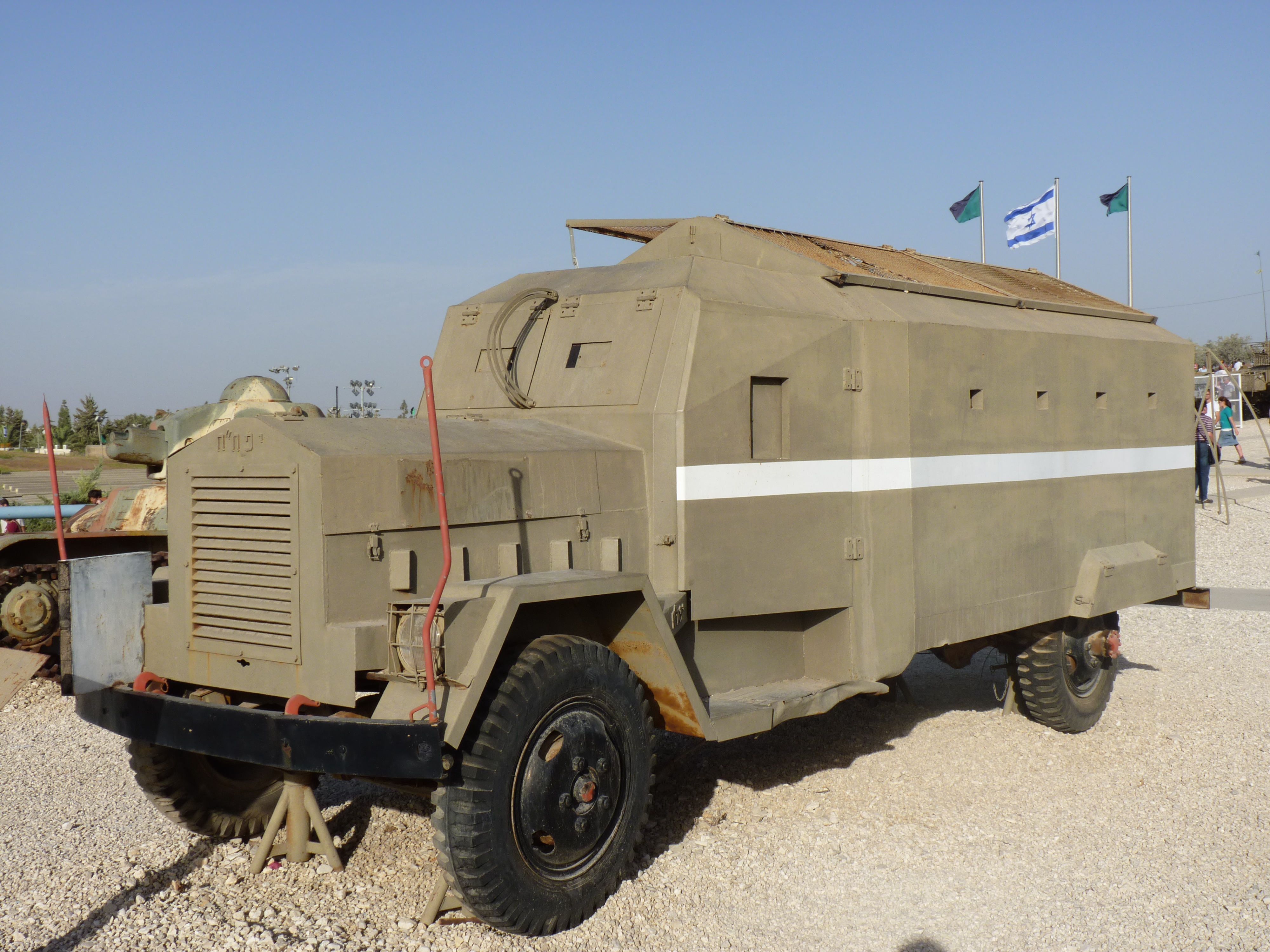
アメリカ製トラック改造車両
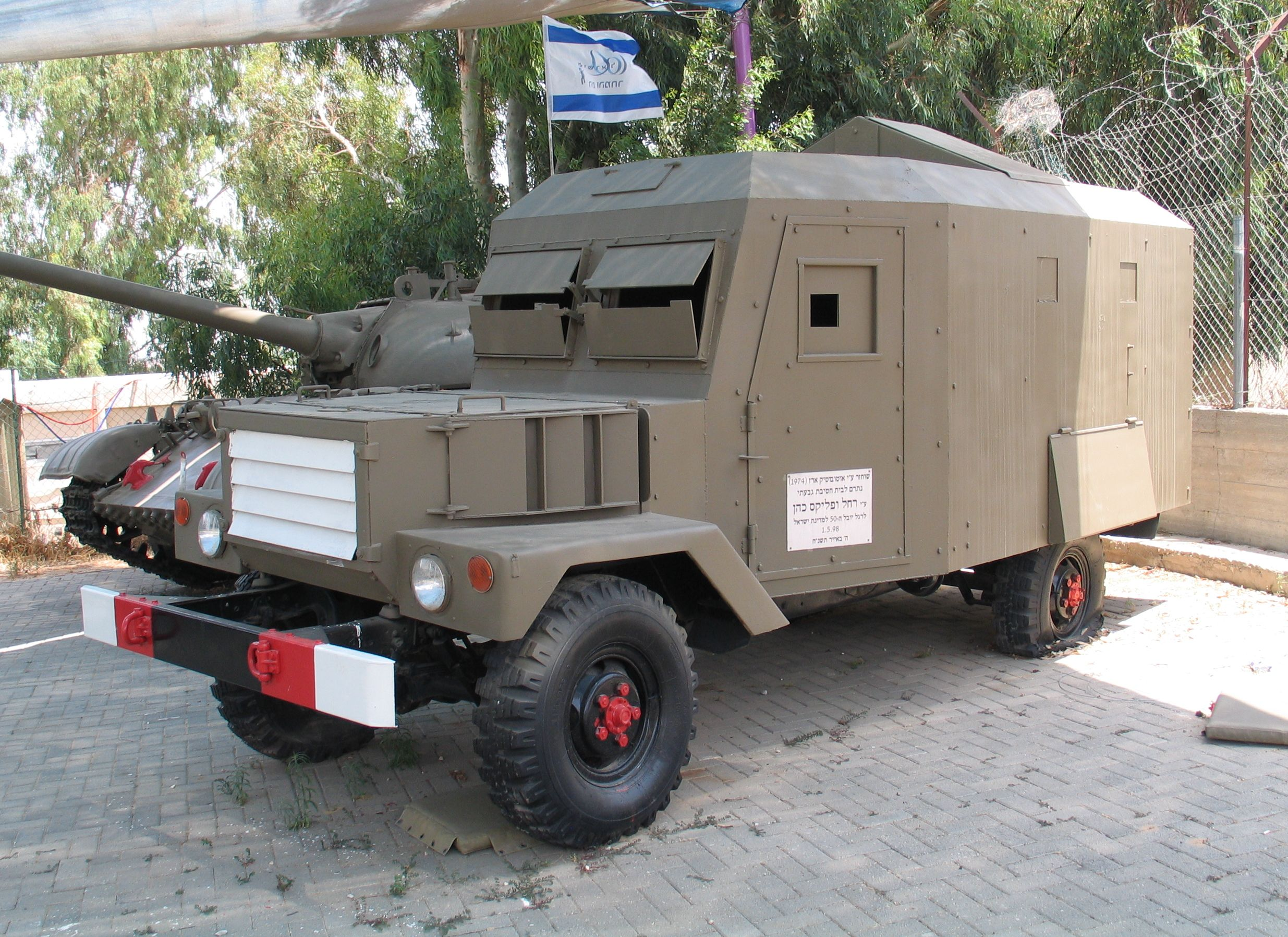
アメリカ製トラック改造車両
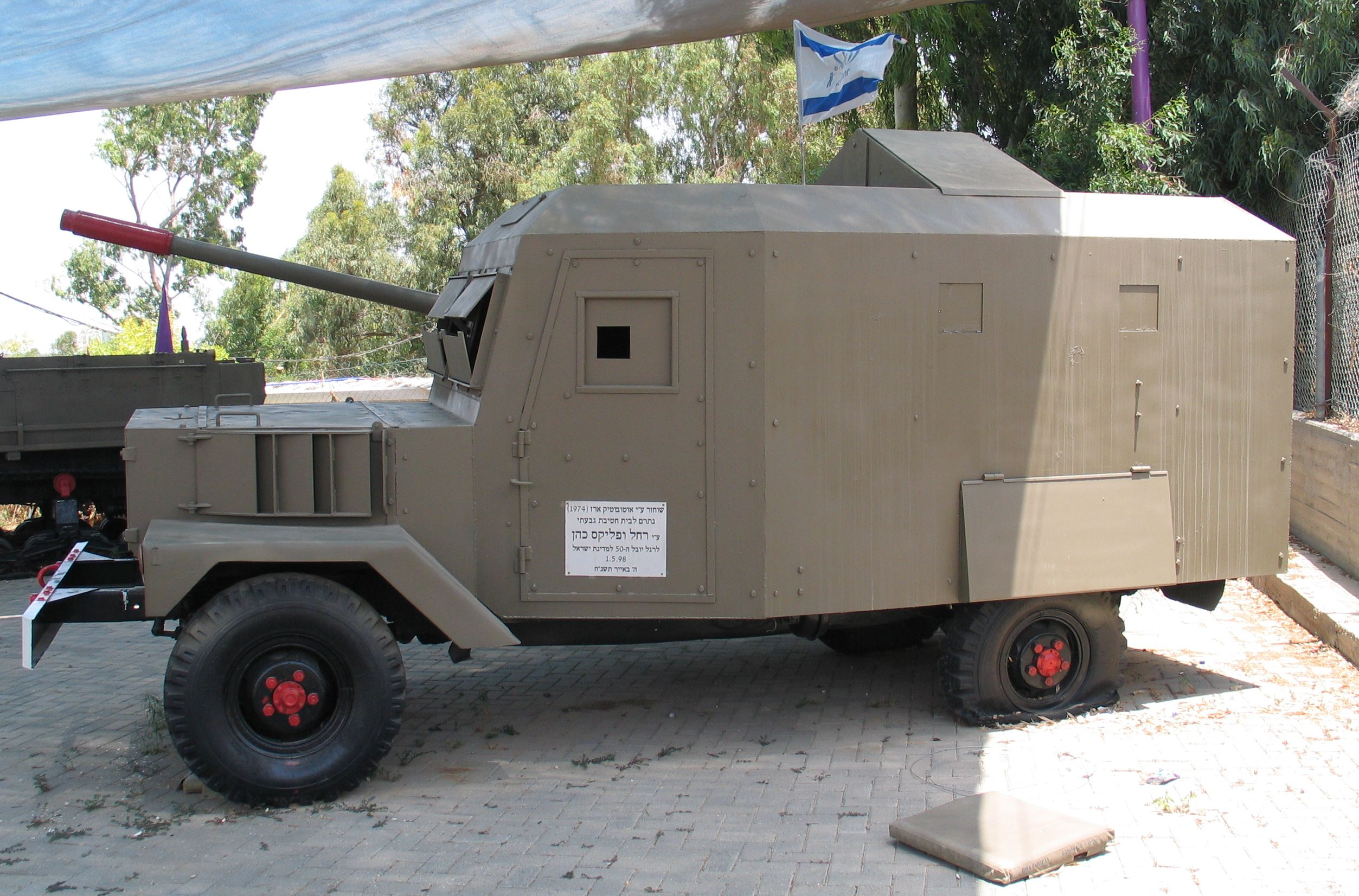
アメリカ製トラック改造車両

### サンドイッチ装甲バス
サンドイッチ装甲車は主に第一次中東戦争での戦闘やコンボイの護衛で使用されたが、民間人の通勤、通学の安全を守るための装甲バスタイプの車両も製作され、使用されていた。これらの車両はサンドイッチ装甲バス（Sandwich Armored Bus）と呼ばれ、主に、スコプス山にあるヘブライ大学およびハダサー病院への職員、患者などの移動に使用されていたと見られる。1949年の独立戦争後も、しばらくの間、スコプス山周辺はイスラエル支配地域から切り離された状態にあり、移動は極めて危険であったため、これらの車両は、長ければ、スコプス山が完全にイスラエル支配地域となった1967年頃まで使用されていた可能性がある。

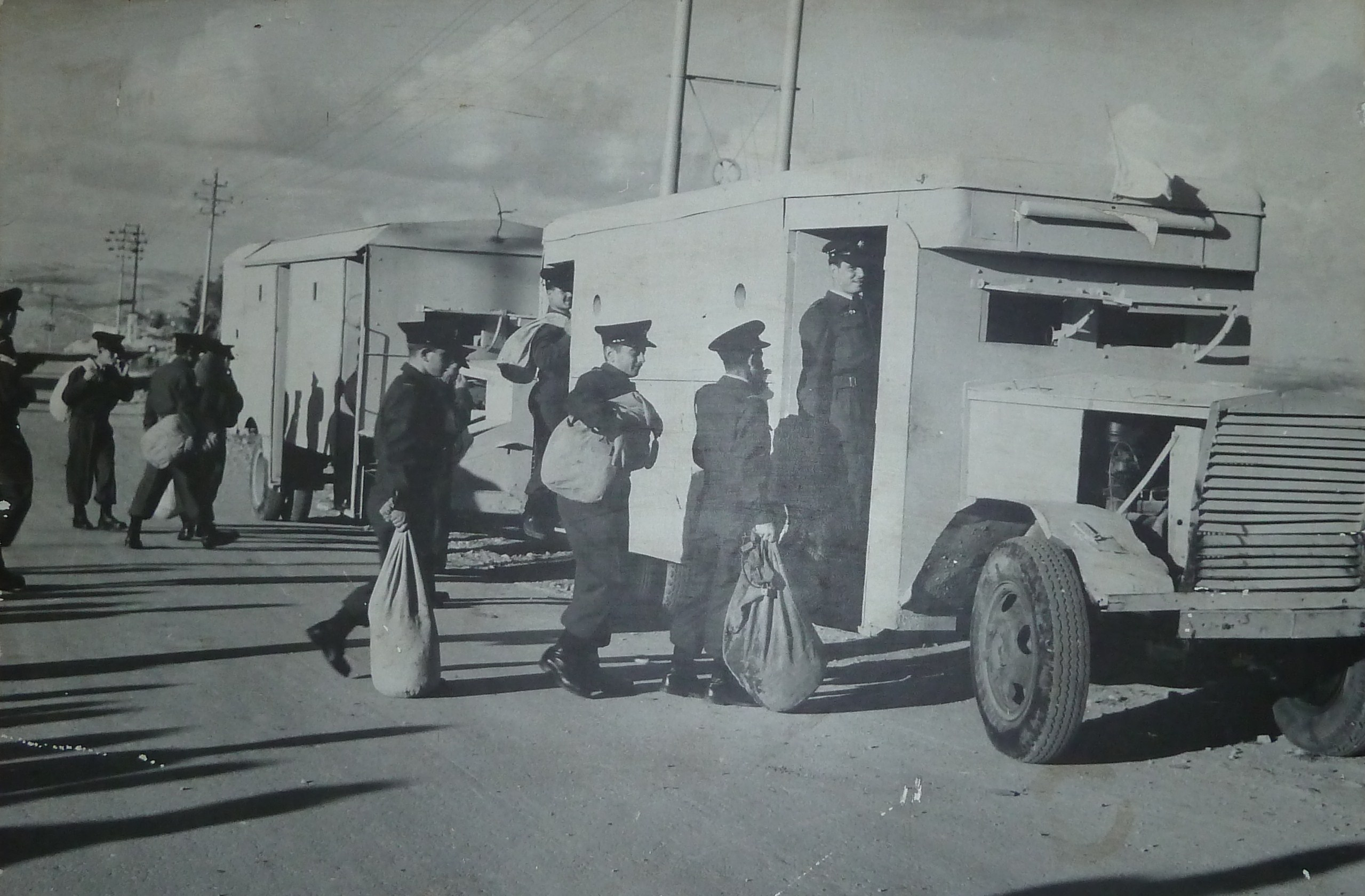
サンドイッチ装甲バスに乗り込む民間人
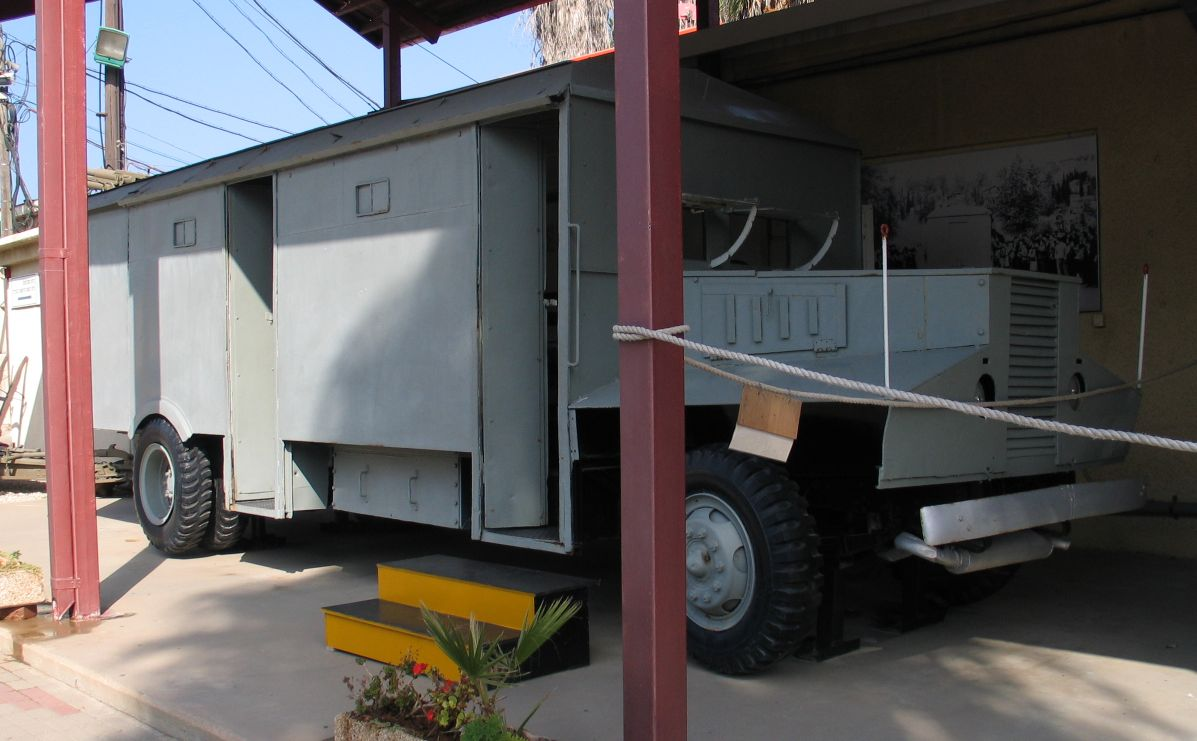
サンドイッチ装甲バス
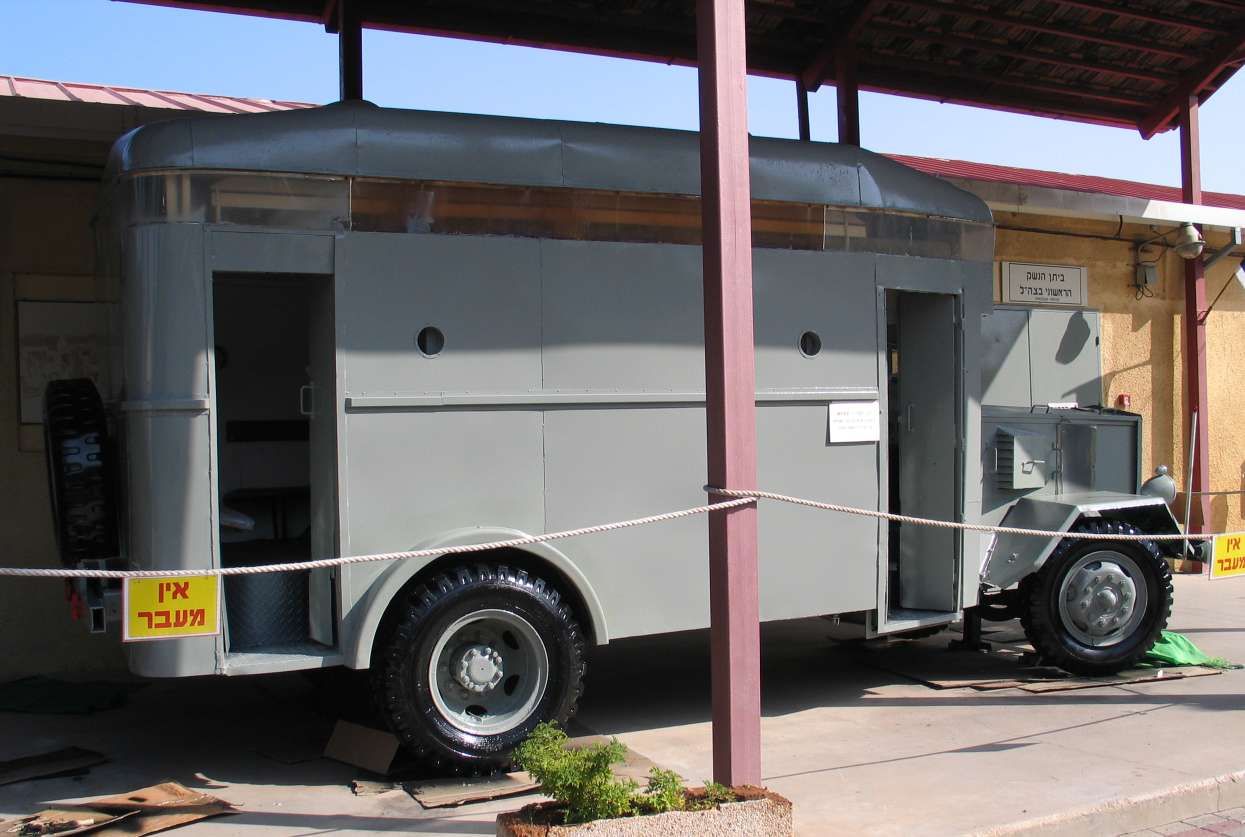
サンドイッチ装甲バス